# A Csángó Kultúráért díj
„A Csángó Kultúráért Díj azoknak adományozható állami kitüntetés, akiknek a csángók ügyében kifejtett tevékenysége kiemelkedő jelentőségű.
Az emlékérmet és a díjat 2003-tól évente egy alkalommal, június 28-án, Domokos Pál Péter születése évfordulóján egy magánszemély kaphatja.
A kitüntetett adományozást igazoló okiratot és érmet kap.
Az érem kerek alakú, bronzból készült, átmérője 80, vastagsága 8 milliméter. Az érem Pató Róza szobrászművész alkotása, egyoldalas, és „A CSÁNGÓ KULTÚRÁÉRT DÍJ” felirattal van ellátva.

## Díjazottak
- 2003 – Tytti Isohookana-Asunmaa (Finnország), a csángók ügyének nemzetközi fórumokon történő képviseletéért
- 2004 – dr. Pozsony Ferenc néprajztudós, egyetemi professzor, a Kriza János Néprajzi Társaság elnöke
- 2005 – Kallós Zoltán népzenekutató (nem vette át a díjat)